# Emily Blackwell
Emily Blackwell (8 de octubre de 1826 - 7 de septiembre de 1910) fue la segunda mujer en obtener un título médico en la que ahora es la Universidad Case Western Reserve y la tercera mujer graduada en medicina en los Estados Unidos, después de su hermana Elizabeth Blackwell y Lydia Folger Fowler. Fue elegida para formar parte del National Women's Hall of Fame (Salón Nacional de la Fama de Mujeres) en 1993.

## Biografía
Blackwell nació en Bristol, Inglaterra, el 8 de octubre de 1826. Su familia emigró a los Estados Unidos en 1832 y se estableció cerca de Cincinnati, Ohio, en 1837. Inspirada por el ejemplo de su hermana mayor, Elizabeth, estudió medicina y se graduó en 1854. Las hermanas Blackwell y Marie Zakrzewska fundaron el hospital New York Infirmary for Indigent Women and Children en 1857. Desde el principio Emily asumió la responsabilidad de administrar el hospital y se encargó de gran parte de la recaudación de fondos. Durante los siguientes cuarenta años supervisó los departamentos de cirugía, enfermería y contabilidad. Blackwell viajó a Albany para convencer a los legisladores de que otorgaran al hospital los fondos necesarios para garantizar su estabilidad financiera a largo plazo. Transformó una institución ubicada en una casa alquilada de dieciséis habitaciones en un hospital de pleno derecho. Para 1874, el hospital brindaba servicios a más de 7000 pacientes anualmente.
Durante la Guerra de Secesión, Blackwell ayudó a organizar la Women's Central Association of Relief, que seleccionaba y entrenaba enfermeras para servir en la guerra. Emily y Elizabeth Blackwell y Mary Livermore también desempeñaron un papel importante en el desarrollo de la United States Sanitary Commission (Comisión sanitaria de los Estados Unidos). Después de la guerra, las hermanas Blackwell establecieron en 1868 el Women's Medical College en la ciudad de Nueva York. Emily era profesora de obstetricia y, en 1869, cuando Elizabeth se trasladó a Londres para ayudar a formar la London School of Medicine for Women, se convirtió en decana de la institución. Para 1876, la escuela brindaba un curso de tres años y para 1893 ofrecía ya un curso universitario de cuatro años, por delante de gran parte de las otras profesiones. Para 1899, la escuela había entrenado a 364 mujeres doctoras.
A partir de 1883, Blackwell se fue a vivir con su pareja y asociada Elizabeth Cushier, que también trabajaba como médico en el hospital, y una niña irlandesa que había adoptado en 1871, Nanni. Blackwell y Cushier se retiraron a comienzos del siglo XX. Después de viajar por el extranjero durante un año y medio, pasaron los siguientes inviernos en su hogar en Montclair, Nueva Jersey y los veranos en Maine. Blackwell falleció el 7 de septiembre de 1910 en York Cliffs, Maine, pocos meses después que su hermana Elizabeth muriera en Inglaterra.

## Reconocimientos
- Fue elegida para formar parte del National Women's Hall of Fame en 1993.[2]